# Маунт-Гелті-Гайтс (Огайо)
Маунт-Гелті-Гайтс (англ. Mount Healthy Heights) — переписна місцевість (CDP) в США, в окрузі Гамільтон штату Огайо. Населення — 2918 осіб (2020).

## Географія
Маунт-Гелті-Гайтс розташований за координатами 39°16′13″ пн. ш. 84°34′9″ зх. д. / 39.27028° пн. ш. 84.56917° зх. д. (39.270242, -84.569173).  За даними Бюро перепису населення США в 2010 році переписна місцевість мала площу 2,01 км², уся площа — суходіл.

## Демографія
Згідно з переписом 2010 року, у переписній місцевості мешкали 3264 особи в 1242 домогосподарствах у складі 943 родин. Густота населення становила 1621 особа/км².  Було 1326 помешкань (659/км²).
Расовий склад населення:
| - 57,5 % — білих - 37,5 % — чорних або афроамериканців - 0,6 % — азіатів - 0,2 % — вихідців з тихоокеанських островів |

До двох чи більше рас належало 3,2 %. Частка іспаномовних становила 2,0 % від усіх жителів.
За віковим діапазоном населення розподілялося таким чином: 29,6 % — особи молодші 18 років, 61,7 % — особи у віці 18—64 років, 8,7 % — особи у віці 65 років та старші. Медіана віку мешканця становила 31,9 року. На 100 осіб жіночої статі у переписній місцевості припадало 83,2 чоловіків;  на 100 жінок у віці від 18 років та старших — 79,3 чоловіків також старших 18 років.
Середній дохід на одне домашнє господарство  становив 47 122 долари США (медіана — 42 298), а середній дохід на одну сім'ю — 47 143 долари (медіана — 41 814). Медіана доходів становила 37 225 доларів для чоловіків та 33 371 долар для жінок. За межею бідності перебувало 30,1 % осіб, у тому числі 59,7 % дітей у віці до 18 років та 4,9 % осіб у віці 65 років та старших.
Цивільне працевлаштоване населення становило 1481 осіб. Основні галузі зайнятості: освіта, охорона здоров'я та соціальна допомога — 24,3 %, роздрібна торгівля — 14,0 %, мистецтво, розваги та відпочинок — 12,0 %, будівництво — 11,6 %.